# 1009 w polityce
Wydarzenia polityczne w 1009 roku.

## Wydarzenia
- 31 lipca Pietro di Luna zostaje papieżem[1][2].
- Zniszczenie Grobu Chrystusa w Jerozolimie[3] w związku z prześladowaniami chrześcijan przez obłąkanego kalifa Hakema[4].
- Bruno z Kwerfurtu ginie w Prusach[5].

## Urodzili się
- Go-Suzaku, cesarz Japonii w latach 1036–45[6].